# إليشا اندروز
إليشا اندروز (بالإنجليزية: Elisha Andrews) هو مؤرخ واقتصادي أمريكي، ولد في 10 يناير 1844 في هينسديل في الولايات المتحدة، وتوفي في 30 أكتوبر 1917 في إنترلاتشن في الولايات المتحدة.